# Institut statistique de Turquie
Vous pouvez aider à l'améliorer ou bien discuter des problèmes sur sa page de discussion.
- Certaines informations devraient être mieux reliées aux sources mentionnées dans la bibliographie ou les liens externes. Améliorez sa vérifiabilité en les associant par des références. (Marqué depuis mars 2024)
- Il est à actualiser. Certains passages sont obsolètes ou annoncent des événements désormais passés. (Marqué depuis décembre 2021)

L'Institut statistique de Turquie (en turc : Türkiye İstatistik Kurumu ou TÜİK) est l'organisme chargé de la production et de l’analyse des statistiques officielles en Turquie.

## Histoire

### La statistique ottomane: les débuts de la statistique
Dans l'Empire ottoman, la statistique se développe dès le XIVe siècle. Entre 1326 et 1389, des statistiques sont réalisées dans le domaine de l'agriculture et regroupées dans des registres. La première statistique démographique impériale est produite en 1831. À la fin du XIXe siècle, des bureaux de statistiques sont ouverts sur le territoire et, en 1891, un conseil est créé et une loi promulguée pour encadrer ces services. En 1918, une nouvelle loi oblige ces services à s'insérer dans un organe ministériel mais est finalement annulée.

### La statistique turque: la création de l'Institut statistique de Turquie
Après l'effondrement de l'Empire ottoman et la création de la république de Turquie, la statistique se réorganise. En 1926, l'Institut statistique de Turquie est créé et change plusieurs fois de formes d'organisation et de noms dans les années suivantes jusqu'à opter pour son nom actuel en 2005. La première statistique démographique républicaine est produite en 1927. 

## Missions et organisation

### Missions
L'Institut statistique de Turquie a pour but de produire des statistiques actuelles de qualité, neutres et conformes aux standards internationaux afin de répondre à un besoin d'information des politiques nationales et de tracer un portrait général du pays. L'Institut a également pour objectif de coordonner les activités de statistique au niveau national mais aussi de servir d'interlocuteur pour les entités internationales.

### Organisation
L'Institut statistique de Turquie est organisé selon la loi no 5429 de la « statistique de Turquie » publiée le 18 novembre 2005 au Journal officiel de la république de Turquie.